# عمر نياسي
الحاج بايي عمر نياسي (بالفرنسية: El Hadji Baye Oumar Niasse)‏ (مواليد 18 أبريل 1990) لاعب سنغالي في مركز المهاجم الصريح ، يلعب حاليًا لنادي إيفرتون.

## روابط خارجية
- عمر نياسي على موقع اتحاد تركيا (لاعب) (الإنجليزية)
- عمر نياسي على موقع قاعدة بيانات كرة القدم.إي يو (الإنجليزية)
- عمر نياسي على موقع ناشيونال فوتبول تيمز (الإنجليزية)
- عمر نياسي على موقع Soccerbase.com (لاعب) (الإنجليزية)
- عمر نياسي على موقع Soccerway.com (الإنجليزية)
- عمر نياسي على موقع عالم كرة القدم.نت (الإنجليزية)
- عمر نياسي على موقع AS.com (الإسبانية)